# Without Me (Halsey)
Without Me è un singolo della cantante statunitense Halsey, pubblicato il 4 ottobre 2018 come primo estratto dal terzo album in studio Manic.

## Descrizione
Il brano, scritto dalla stessa Halsey in collaborazione con Delacey e Louis Bell e prodotto da quest'ultimo, contiene un'interpolazione di Cry Me a River di Justin Timberlake e parla della relazione della cantante con il rapper statunitense G-Eazy, terminata nel luglio precedente.

## Promozione
Una versione remix del brano in collaborazione con il rapper statunitense Juice Wrld è stata pubblicata il 9 gennaio 2019.

## Tracce
Download digitale
1. Without Me – 3:21

Download digitale (remix di Illenium)
1. Without Me (Illenium Remix) – 4:08

Download digitale (remix con Juice Wrld)
1. Without Me (feat. Juice Wrld) – 3:48

7"
1. Without Me – 3:21
2. Without Me (Illenium Remix) – 4:08

## Formazione
Musicisti
- Halsey – voce
- Louis Bell – programmazione, basso

Produzione
- Louis Bell – produzione, ingegneria del suono
- Ricardo Gama – registrazione voce
- Daniel S. Acorsi – registrazione voce
- Șerban Ghenea – missaggio
- John Hanes – ingegneria del suono
- Chris Gehringer – mastering

## Successo commerciale
Without Me ha debuttato al 18º posto nella Billboard Hot 100 statunitense, salendo alla 9ª posizione in seguito all'uscita del video musicale. Ha raggiunto la vetta della classifica il 12 gennaio 2019, la prima numero uno per Halsey come solista e la seconda dopo Closer in collaborazione con i Chainsmokers, rendendola l'ottava donna ad ottenere molteplici singolo numero uno negli anni 2010. Justin Timberlake e Timbaland hanno ottenuto la loro sesta e ottava numero uno rispettivamente, come autori. Without Me ha totalizzato ventinove settimane fra i primi dieci posti della classifica, diventando, al tempo, la quinta canzone con più settimane nella top ten statunitense.
Nella Official Singles Chart britannica ha esordito al 24º posto grazie a 15 384 unità distribuite durante la sua prima settimana, regalando alla cantante la sua prima entrata da solista. Dopo alcune settimane è salito alla 9ª posizione vendendo 25 915 unità, divenendo la sua terza top ten, per poi spingersi fino alla 3ª con 38 513 unità, rimanendovi per due settimane consecutive. È stata certificata disco d'argento a dicembre 2018, disco d'oro a gennaio 2019, fino ad ottenere il disco di platino a febbraio, dopo aver totalizzato oltre 600 000 vendite a livello nazionale.
In Australia ha raggiunto la seconda posizione, bloccata da Thank U, Next di Ariana Grande. Il 5 ottobre 2019 ha totalizzato un anno intero trascorso in classifica.

## Classifiche

### Classifiche settimanali
| Classifica (2018-19) | Posizione massima |
| -------------------- | ----------------- |
| Argentina            | 86                |
| Australia            | 2                 |
| Austria              | 6                 |
| Belgio (Fiandre)     | 17                |
| Belgio (Vallonia)    | 6                 |
| Bulgaria             | 8                 |
| Canada               | 2                 |
| Croazia              | 20                |
| Danimarca            | 5                 |
| Estonia              | 2                 |
| Finlandia            | 7                 |
| Francia              | 39                |
| Germania             | 11                |
| Grecia               | 1                 |
| Irlanda              | 3                 |
| Islanda              | 3                 |
| Italia               | 33                |
| Lettonia             | 2                 |
| Libano               | 10                |
| Lituania             | 2                 |
| Lussemburgo          | 5                 |
| Malaysia             | 2                 |
| Norvegia             | 5                 |
| Nuova Zelanda        | 4                 |
| Paesi Bassi          | 10                |
| Polonia              | 14                |
| Portogallo           | 2                 |
| Repubblica Ceca      | 5                 |
| Regno Unito          | 3                 |
| Romania              | 8                 |
| Singapore            | 3                 |
| Slovacchia           | 2                 |
| Slovenia             | 19                |
| Spagna               | 37                |
| Stati Uniti          | 1                 |
| Svezia               | 9                 |
| Svizzera             | 6                 |
| Ungheria             | 2                 |

### Classifiche di fine anno
| Classifica (2018) | Posizione |
| ----------------- | --------- |
| Australia         | 66        |
| Classifica (2019) | Posizione |
| Australia         | 18        |
| Austria           | 58        |
| Belgio (Fiandre)  | 79        |
| Belgio (Vallonia) | 55        |
| Canada            | 4         |
| Danimarca         | 27        |
| Germania          | 49        |
| Irlanda           | 38        |
| Islanda           | 27        |
| Lettonia          | 34        |
| Malaysia          | 8         |
| Norvegia          | 29        |
| Nuova Zelanda     | 12        |
| Paesi Bassi       | 66        |
| Portogallo        | 25        |
| Regno Unito       | 40        |
| Romania           | 13        |
| Stati Uniti       | 3         |
| Svezia            | 61        |
| Svizzera          | 33        |
| Ungheria          | 35        |

### Classifiche di fine decennio
| Classifica (2010-19) | Posizione |
| -------------------- | --------- |
| Stati Uniti          | 12        |